# Bogumił Zych
Bogumił Zygmunt Zych (ur. 22 sierpnia 1959 w Wałbrzychu) – polski polityk, harcmistrz, poseł na Sejm X i I kadencji.

## Życiorys
Ukończył w 1991 studia na Wydziale Dziennikarstwa i Nauk Politycznych Uniwersytetu Warszawskiego. W latach 80. był instruktorem harcerskim, komendantem wałbrzyskiej chorągwi Związku Harcerstwa Polskiego i uczestnikiem ruchu starszoharcerskiego. Związany ze Szkołą Harcerstwa Starszego „Perkoz” i Radą Harcerzy Starszych. Należał do Kręgu Instruktorskiego „Draka”, był wieloletnim drużynowym 1. Wałbrzyskiej Środowiskowej Drużyny Starszoharcerskiej „Fokszekmek”.
W 1978 wstąpił do Polskiej Zjednoczonej Partii Robotniczej, był członkiem komitetu wojewódzkiego w Wałbrzychu. W 1989 z ramienia partii uzyskał mandat posła na Sejm X kadencji z okręgu wałbrzyskiego. Po rozwiązaniu PZPR wstąpił do Parlamentarnego Klubu Lewicy Demokratycznej i Socjaldemokracji Rzeczypospolitej Polskiej. W 1991 uzyskał reelekcję na Sejm I kadencji z listy Sojuszu Lewicy Demokratycznej w okręgu wałbrzyskim. W 1993 wycofał się z polityki.
W 1986 odznaczony Brązowym Krzyżem Zasługi.